# Honorowi obywatele Katowic
Honorowi obywatele Katowic – osoby, którym nadano honorowe obywatelstwo miasta Katowice. Nadawany jest od 1892 roku, od 2004 roku pod tytułem „Honorowy Obywatel Miasta Katowice”. Przyznawany jest przez Radę Miasta Katowice wybitnym katowiczanom oraz innym osobom o szczególnych zasługach dla miasta jako najwyższy dowód uznania.

## Uregulowania prawne
Według Statutu miasta Katowice tytuł „Honorowy Obywatel Miasta Katowice” to obok tytułu „Zasłużony dla Miasta Katowice” miejskie wyróżnienie honorowe, których zasady i tryb przyznawania oraz wręczania wyróżnień określiła Rada Miasta Katowice odrębnymi uchwałami. Pierwotnie zasady te ustanowiono na mocy uchwały Rady Miejskiej Katowic z 11 grudnia 1995 roku – wówczas ten tytuł nosił nazwę „Honorowy Obywatel Katowic”. Zostały one zmienione uchwałą Rady Miasta Katowic 26 kwietnia 2004 roku w sprawie zasad i trybu przyznawania oraz wręczania tytułu „Honorowy Obywatel Miasta Katowice”, zmodyfikowane uchwałą z 27 lutego 2006 roku.
Na mocy powyższych przepisów tytuł „Honorowy Obywatel Miasta Katowice” przyznawany jest wybitnym katowiczanom oraz innym osobom o szczególnych zasługach dla miasta Katowice jako najwyższy dowód uznania. Jest ono przyznawane przez Radę Miasta Katowice w formie uchwały zwykłą większością głosów w głosowaniu jawnym. Uchwała o przyznaniu honorowego obywatelstwa wraz z aktem przyznania wręczana jest na sesji zwoływanej w rocznicę nadania miastu Katowice praw miejskich.

## Honorowi obywatele Katowic (do 1945 roku)
Katowice uzyskały prawa miejskie w 1865 roku a pierwszy tytuł honorowego obywatela miasta, które stało się najwyższym dowodem uznania jakie może wyróżnić rada miejska, otrzymał w 1892 roku Otto Menzel, radny i zastępca burmistrza Katowic. Według źródła, opublikowanego w 1911 roku, jako pierwszy ten tytuł miał natomiast uzyskać zarządca dóbr Wincklerów Friedrich Wilhelm Grundmann.
Czasopismo Kattowitzer Zeitung z 12 września 1915 roku jako ówczesnych honorowych obywateli Katowic wymienia starostę Ernsta Holtza i burmistrza Augusta Schneidera. Dodatkowo, według informacji zamieszczonej w Der Oberschlesier, w maju 1922 roku tytuł honorowego obywatela Katowic otrzymał ks. Carl Ulitzka.
Przynajmniej do 2010 roku nie ustalono wszystkich honorowych obywateli miasta Katowice.
| Rok  | Ilustracja | Imię i nazwisko     | Informacje i związki z miastem                                                | Źr.                 |
| ---- | ---------- | ------------------- | ----------------------------------------------------------------------------- | ------------------- |
| 1892 | brak       | Otto Menzel         | Zastępca burmistrza i radny Katowic                                           | [ 5 ]               |
| 1896 |            | Ernst Holtz         | Starosta powiatu katowickiego                                                 | [ 5 ]               |
| 1902 |            | August Schneider    | Burmistrz Katowic w latach 1890–1902                                          | [ 9 ] [ 10 ]        |
| ?    |            | Friedrich Grundmann | Zarządca dóbr rodziny Wincklerów, zabiegał o nadanie Katowicom praw miejskich | [ 11 ] [ 12 ] [ 6 ] |

## Honorowi obywatele Katowic (lata 1945–1989)
| Rok  | Ilustracja | Imię i nazwisko        | Informacje i związki z miastem | Źr.           |
| ---- | ---------- | ---------------------- | --- | ------------- |
| 1946 |            | Bolesław Bierut        | Polityk, prezydent RP; tytuł nadany w pierwszą rocznicę zdobycia miasta przez Armię Czerwoną                                      | [ 13 ] [ 14 ] |
| 1946 |            | Iwan Koniew            | Radziecki dowódca wojskowy, marszałek Związku Radzieckiego; tytuł nadany w pierwszą rocznicę zdobycia miasta przez Armię Czerwoną | [ 13 ] [ 14 ] |
| 1946 |            | Edward Osóbka-Morawski | Spółdzielca i polityk socjalistyczny, poseł; tytuł nadany w pierwszą rocznicę zdobycia miasta przez Armię Czerwoną                | [ 13 ] [ 14 ] |
| 1946 |            | Michał Rola-Żymierski  | Wojskowy, Naczelny Dowódca Wojska Polskiego; tytuł nadany w pierwszą rocznicę zdobycia miasta przez Armię Czerwoną                | [ 13 ] [ 14 ] |
| 1946 |            | Aleksander Zawadzki    | Polityk i działacz komunistyczny; tytuł nadany w pierwszą rocznicę zdobycia miasta przez Armię Czerwoną                           | [ 13 ] [ 14 ] |

## Honorowi obywatele Katowic (od 1989 roku)
| Rok  | Ilustracja | Imię i nazwisko          | Informacje i związki z miastem | Podstawa prawna                                 | Źr.           |
| ---- | ---------- | ------------------------ | --- | ----------------------------------------------- | ------------- |
| 1996 | brak       | Szczepan Wesoły          | Urodzony w Katowicach delegat prymasa Polski dla duszpasterstwa emigracyjnego                                                           | Uchwała nr XXIII/193/96 Rady Miejskiej Katowic  | [ 15 ] [ 16 ] |
| 1997 | brak       | John Adelsparre          | Przewodniczący Stowarzyszenia Polskie Born Himmerland w Danii, organizował pomoc humanitarną dla mieszkańców Katowic                    | Uchwała nr XXXVII/347/97 Rady Miejskiej Katowic | [ 17 ] [ 16 ] |
| 1997 |            | Norbert Burger           | Nadburmistrz Kolonii, zainicjował współpracę pomiędzy tymże miastem a Katowicami                                                        | Uchwała nr XXXVII/348/97 Rady Miejskiej Katowic | [ 18 ] [ 16 ] |
| 1997 |            | Michel Thiollière        | Per Saint-Étienne, zainicjował współpracę pomiędzy tymże miastem a Katowicami                                                           | Uchwała nr XXXVII/349/97 Rady Miejskiej Katowic | [ 19 ] [ 16 ] |
| 1998 | brak       | Josef Byrtus             | Konsul Generalny Republiki Czeskiej w Katowicach, inicjował współpracę Katowic z czeskimi miastami                                      | Uchwała nr LII/564/98 Rady Miejskiej Katowic    | [ 20 ] [ 16 ] |
| 2000 |            | Jan Paweł II             | Papież, odwiedził Katowice w trakcie podróży apostolskiej do Polski 20 czerwca 1983 roku                                                | Uchwała nr XXIV/309/2000 Rady Miejskiej Katowic | [ 21 ] [ 22 ] |
| 2004 | brak       | Natalia Piekarska-Poneta | Sprzeciwiła się publicznie zmianie nazwy miasta Katowice na Stalinogród w 1953 roku                                                     | Uchwała nr XXIV/411/04 Rady Miasta Katowice     | [ 23 ] [ 24 ] |
| 2004 | brak       | Barbara Nowakowska       | Sprzeciwiła się publicznie zmianie nazwy miasta Katowice na Stalinogród w 1953 roku                                                     | Uchwała nr XXIV/412/04 Rady Miasta Katowice     | [ 25 ] [ 26 ] |
| 2006 |            | Wojciech Kilar           | Kompozytor muzyki klasycznej i filmowej, wieloletni mieszkaniec Katowic                                                                 | Uchwała nr LVI/1181/06 Rady Miasta Katowice     | [ 27 ] [ 28 ] |
| 2006 | brak       | Kornel Gibiński          | Profesor nauk medycznych, pracował i mieszkał w Katowicach                                                                              | Uchwała nr LXIV/1488/06 Rady Miasta Katowice    | [ 29 ] [ 30 ] |
| 2007 |            | Ignacy Jeż               | Biskup senior diecezji koszalińsko–kołobrzeskiej, uczył się i pracował w Katowicach                                                     | Uchwała nr XI/198/07 Rady Miasta Katowice       | [ 31 ] [ 32 ] |
| 2008 |            | Henryk Mikołaj Górecki   | Kompozytor współczesnej muzyki poważnej i religijnej, rektor Państwowej Wyższej Szkoły Muzycznej w Katowicach                           | Uchwała nr XXXII/697/08 Rady Miasta Katowice    | [ 33 ] [ 34 ] |
| 2009 |            | Justyna Kowalczyk        | Biegaczka narciarska, zawodniczka AZS-AWF Katowice                                                                                      | Uchwała nr XL/832/09 Rady Miasta Katowice       | [ 35 ] [ 36 ] |
| 2010 |            | Kazimierz Kutz           | Urodzony w Szopienicach reżyser filmowy i teatralny, polityk                                                                            | Uchwała nr LVIII/1194/10 Rady Miasta Katowice   | [ 37 ]        |
| 2011 |            | Damian Zimoń             | Arcybiskup metropolita katowicki | Uchwała nr IX/136/11 Rady Miasta Katowice       | [ 38 ]        |
| 2012 |            | Jerzy Buzek              | Polityk, premier RP, przewodniczący Parlamentu Europejskiego                                                                            | Uchwała nr XIX/388/12 Rady Miasta Katowice      | [ 39 ]        |
| 2012 |            | Tadeusz Szurman          | Biskup diecezji katowickiej Kościoła Ewangelicko-Augsburskiego                                                                          | Uchwała nr XXX/676/2012 Rady Miasta Katowice    | [ 40 ]        |
| 2017 |            | Jolanta Wadowska-Król    | Lekarka pediatra, uchroniła przed ołowicą setki dzieci z Szopienic                                                                      | Uchwała nr XLVI/866/17 Rady Miasta Katowice     | [ 41 ]        |
| 2018 | brak       | Władysław Basista        | Ksiądz, pedagog, filolog, działacz społeczny i logopeda, rezydent w parafii św. Józefa w Katowicach-Załężu                              | Uchwała nr LIX/1219/18 Rady Miasta Katowice     | [ 42 ]        |
| 2018 | brak       | Stanisław Płatek         | Górnik, działacz związkowy, jeden z przywódców spacyfikowanego strajku w kopalni „Wujek”                                                | Uchwała nr LIX/1220/18 Rady Miasta Katowice     | [ 43 ]        |
| 2019 |            | Andrzej Jasiński         | Pianista i pedagog, wykładowca Akademii Muzycznej im. Karola Szymanowskiego w Katowicach                                                | Uchwała nr XI/224/19 Rady Miasta Katowice       | [ 44 ]        |
| 2021 |            | Joanna Wnuk-Nazarowa     | Kompozytorka, dyrygentka i wykładowczyni, dyrektor naczelny i artystyczny Narodowej Orkiestry Symfonicznej Polskiego Radia w Katowicach | Uchwała nr XXXVIII/837/21 Rady Miasta Katowice  | [ 45 ]        |
| 2022 |            | Piotr Uszok              | Prezydent Katowic w latach 1998–2014 | Uchwała nr LI/1141/22 Rady Miasta Katowice      | [ 46 ]        |
| 2023 |            | Lech Majewski            | Urodzony w Katowicach reżyser filmowy i teatralny, pisarz, poeta i malarz                                                               | Uchwała nr LXVIII/1398/23 Rady Miasta Katowice  | [ 47 ]        |
| 2024 | brak       | Zygmunt Brachmański      | Rzeźbiarz i medalier, wieloletni mieszkaniec Katowic                                                                                    | Uchwała nr VI/87/24 Rady Miasta Katowice        | [ 48 ]        |
| 2024 |            | Jan Olbrycht             | Nauczyciel akademicki, polityk i działacz społeczny, marszałek województwa śląskiego                                                    | Uchwała nr VI/88/24 Rady Miasta Katowice        | [ 49 ]        |